# Cotesia fiskei
Cotesia fiskei är en stekelart som först beskrevs av Henry Lorenz Viereck 1910.  Cotesia fiskei ingår i släktet Cotesia och familjen bracksteklar. Inga underarter finns listade i Catalogue of Life.